# قره‌آغاج (شهرستان بادکند)
قره‌آغاج (به لاتین: Kara-Jygach) یک منطقهٔ مسکونی در قرقیزستان است که در شهرستان قدم‌جای واقع شده‌است. قره‌آغاج ۲٬۴۵۶ نفر جمعیت دارد و ۱٬۱۸۸ متر بالاتر از سطح دریا واقع شده‌است.